# Boaz (West Virginia)
Boaz is een plaats (census-designated place) in de Amerikaanse staat West Virginia, en valt bestuurlijk gezien onder Wood County.

## Demografie
Bij de volkstelling in 2000 werd het aantal inwoners vastgesteld op 1345.

## Geografie
Volgens het United States Census Bureau beslaat de plaats een oppervlakte van
11,7 km², waarvan 9,6 km² land en 2,1 km² water.

## Plaatsen in de nabije omgeving
De onderstaande figuur toont nabijgelegen plaatsen in een straal van 12 km rond Boaz.